# Sens-Beaujeu
Sens-Beaujeu – miejscowość i gmina we Francji, w Regionie Centralnym, w departamencie Cher.
Według danych na rok 1990 gminę zamieszkiwało 398 osób, a gęstość zaludnienia wynosiła 18 osób/km² (wśród 1842 gmin Regionu Centralnego Sens-Beaujeu plasuje się na 759. miejscu pod względem liczby ludności, natomiast pod względem powierzchni na miejscu 588.).